# Ајрали Сотани (Торино)
Ајрали Сотани (итал. Airali Sottani) је насеље у Италији у округу Торино, региону Пијемонт.
Према процени из 2011. у насељу је живело 17 становника. Насеље се налази на надморској висини од 352 м.